# Adelina Zaghidullina
Adelina Zaghidullina (n. 13 ianuarie 1993, Ufa, Bașchiria, Rusia) este o scrimeră rusă, medaliată olimpică. A participat la o ediție a Jocurilor Olimpice (2020) în care a câștigat o medalie de aur.